# Обі Ігбокве
Обі Ігбокве (англ. Obi Igbokwe, нар. 28 січня 1997) — американський легкоатлет, спринтер, чемпіон та рекордсмен світу.
9 лютого 2019 на змаганнях «Clemson Tiger Paw Invitational» у Клемсоні у складі команди Університету Г'юстона (інші учасники естафетного квартету — Амер Леттін, Джермейн Голт та Камарі Монтгомері) встановив світовий рекорд з естафетного бігу 4×400 метрів у приміщенні (3.01,51).
На чемпіонаті світу-2019 американець здобув «золото» в змішаній естафеті 4×400 метрів, взявши участь у забігу та ставши співавтором (разом з Тайреллом Річардом, Джессікою Беард та Джасмін Блокер) першого в історії світового рекорду в змішаній естафеті 4×400 метрів (3.12,42). Цей рекорд протримався один день. Наступного дня, у фіналі дисципліни, американський квартет у складі Вілберта Лондона, Еллісон Фелікс, Кортні Около та Майкла Черрі перевершив це досягнення майже на 3 секунди (3.09,84).